# Aethiothemis coryndoni
Aethiothemis coryndoni – gatunek ważki z rodziny ważkowatych (Libellulidae). Występuje w Demokratycznej Republice Konga i Ugandzie.